# Asaf Sirkis

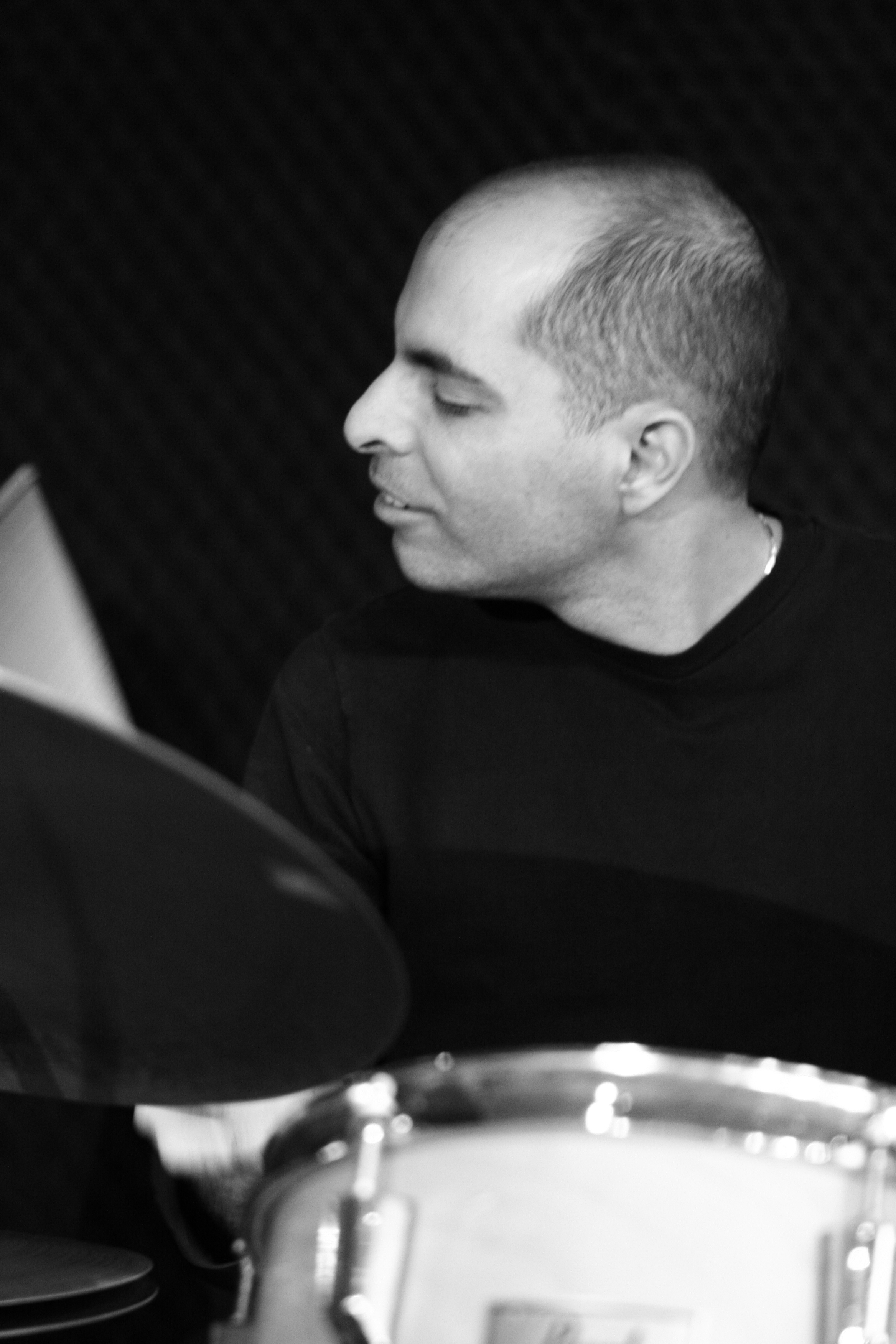
Asaf Sirkis (2014)

Asaf Sirkis (hebräisch אָסָף סִירְקִיס; * 22. März 1969 in Petach Tiqwa, Israel) ist ein israelischer Jazz- und Fusionmusiker (Schlagzeug, Perkussion Komposition).

## Leben und Wirken
Sirkis wuchs zunächst in Petach Tiqwa, später in der Stadt Rechovot auf, wo er seine Jugend- und frühen Erwachsenenjahre verbrachte. Dort lebte er in Schaʿarajim, dem jemenitischen Viertel, unter Menschen unterschiedlicher Herkunft und begann sich besonders, für jemenitische Musik und Rhythmen zu interessieren. Mit zwölf Jahren erhielt er ersten Schlagzeugunterricht, hatte jedoch gleichzeitig starkes Interesse am E-Bass-Spiel. Nach dem Wehrdienst, den er von 1987 bis 1990 ableistete, begann er seine berufliche Laufbahn als Musiker; er spielte sowohl Fusion, Klezmer, Weltmusik und Free Jazz. In dieser Zeit arbeitete er mit israelischen Größen wie Harold Rubin, Albert Beger, Yair Dlal und Eyal Sela zusammen. Einige Projekte wurden von dem heimischen, durch Adam Baruch gegründeten Jazz-Plattenlabel Jazzis aufgenommen und veröffentlicht.
Sirkis zog 1993 nach Tel Aviv. Während er seinen Lebensunterhalt hauptsächlich mit jüdischer Musik verdiente, entwickelte er seine eigene Stimme als Schlagzeuger und Komponist weiter, als er 1995 sein eigenes Trio (mit Kobi Arad an den Keyboards und Gabriel Mayer am Bass) gründete und sein Debütalbum One Step Closer einspielte. Inspiriert von Komponisten wie Olivier Messiaen, Maurice Duruflé und César Franck gründete er 1996 in der Besetzung Kirchenorgel, E-Gitarre und Schlagzeug die Band The Inner Noise (mit Adi Goldstein an der Orgel und Amir Perelman an der Gitarre); Konzerte folgten 1997 und 1998 in Israel.
Anfang 1999 zog Sirkis nach London um. Dort begann er die Zusammenarbeit mit Adel Salameh, mit dem er das Album Nuzha aufnahm.  Mit Steve Lodder (Kirchenorgel) und Mike Outram (Gitarre) gründete er die Band Inner Noise neu. Gilad Atzmon holte ihn in  seine Band Orient House Ensemble, mit der insgesamt sieben Alben entstanden; das Album Exile gewann beim BBC Jazz Award 2003 die Kategorie „Bestes Album des Jahres“; Orient House Ensemble  wurde im Folgejahr für die Kategorie „Beste Band“ nominiert. Er trat bis 2009 mit Orient House Ensemble in Europa auf.
2003 nahm Sirkis das erste Album unter eigenem Namen, Inner Noise, auf und veröffentlichte es bei Konnex Records. Mit gleicher Band folgten die Alben We Are Falling (Konnex 2005) und The Song Within (SAM Productions/Egea 2007).
2006 begann Sirkis seine Zusammenarbeit mit Tim Garland, die zu Tourneen in unterschiedlichen Konstellationen und zu sieben Alben führte, darunter The Mystery (2007, mit Chick Corea und dem Northern Sinfonia Orchestra), Libra (Global Mix 2008, mit Gwilym Simcock am Klavier), Lighthouse (ACT 2012, ebenfalls mit Simcock), und One (2017, mit Jason Rebello und Ant Law).
Um seine eigenen Kompositionen aufzuführen, gründete Sirkis 2007 ein eigenes Trio mit dem griechischen Gitarristen Tassos Spiliotopoulos und dem israelischen Bassisten Yaron Stavi. Dieses Trio veröffentlichte die Alben The Monk (SAM Productions/Egea, 2008), Letting Go (Stonedbird Productions, 2010) und Shepherds Stories (2013, Stonedbird Productions). Mit der polnischen Sängerin Silwia Bialas bildete er dann das Sirkis Bialas International Quartet, das 2014 das Album Come to Me veröffentlichte, dem 2019 Our New Earth folgte.
Sirkis gehört seit Anfang 2023 zu Soft Machine. Weiterhin trat er mit Künstlern wie Dave Holland, Jacob Collier, Céline Bonacina, Larry Coryell, John Abercrombie, Kenny Wheeler, Norma Winstone, John Taylor, Andy Sheppard, Dave Liebman, Natacha Atlas, Bob Sheppard, Mark Egan, John Etheridge, David Binney, Wilko Johnson, Jeff Berlin oder Billy Sherwood auf. Zudem ist er auf Alben von Christoph Spendel, Glauco Venier, Klaus Gesing, John Law, Yuri Goloubev, Carles Benavent, Nguyên Lê, Gary Husband, Ant Law, Emma Rawicz und Markus Reuter zu hören.